# Valamugil cunnesius
Valamugil cunnesius és una espècie de peix de la família dels mugílids i de l'ordre dels mugiliformes.

## Morfologia
- Els mascles poden assolir 41 cm de longitud total.[4][5]

## Reproducció
És ovípar i els ous pelàgics.

## Alimentació
Menja matèria orgànica que troba a la sorra i el fang del fons aquàtic.

## Hàbitat
És un peix de clima tropical i demersal.

## Distribució geogràfica
Es troba a Austràlia, Bangladesh, Brunei, Cambodja, la Xina (incloent-hi Hong Kong), Timor Oriental, l'Índia, Indonèsia, el Japó, Kenya, Madagascar, Malàisia, Maurici, Moçambic, Myanmar, Nova Caledònia, Oman, el Pakistan, Papua Nova Guinea, les Filipines, Reunió, Singapur, Salomó, Somàlia, Sud-àfrica, Sri Lanka, Taiwan, Tanzània, Tailàndia i el Vietnam.

## Ús comercial
Es comercialitza fresc i en salaó.

## Observacions
És inofensiu per als humans.